# لمباخ ایم مولکرایس
لمباخ ایم مولکرایس (به آلمانی: Lembach im Mühlkreis) یک منطقهٔ مسکونی در اتریش است که در ناحیه رورباخ واقع شده‌است. لمباخ ایم مولکرایس ۸ کیلومتر مربع مساحت دارد ۵۵۲ متر بالاتر از سطح دریا واقع شده‌است.